# Hypothymis
Hypothymis é um género de ave da família Monarchidae.
Este género contém as seguintes espécies:
- Hypothymis coelestis
- Hypothymis helenae
- Black-naped Monarch